# Serbische Bohnensuppe

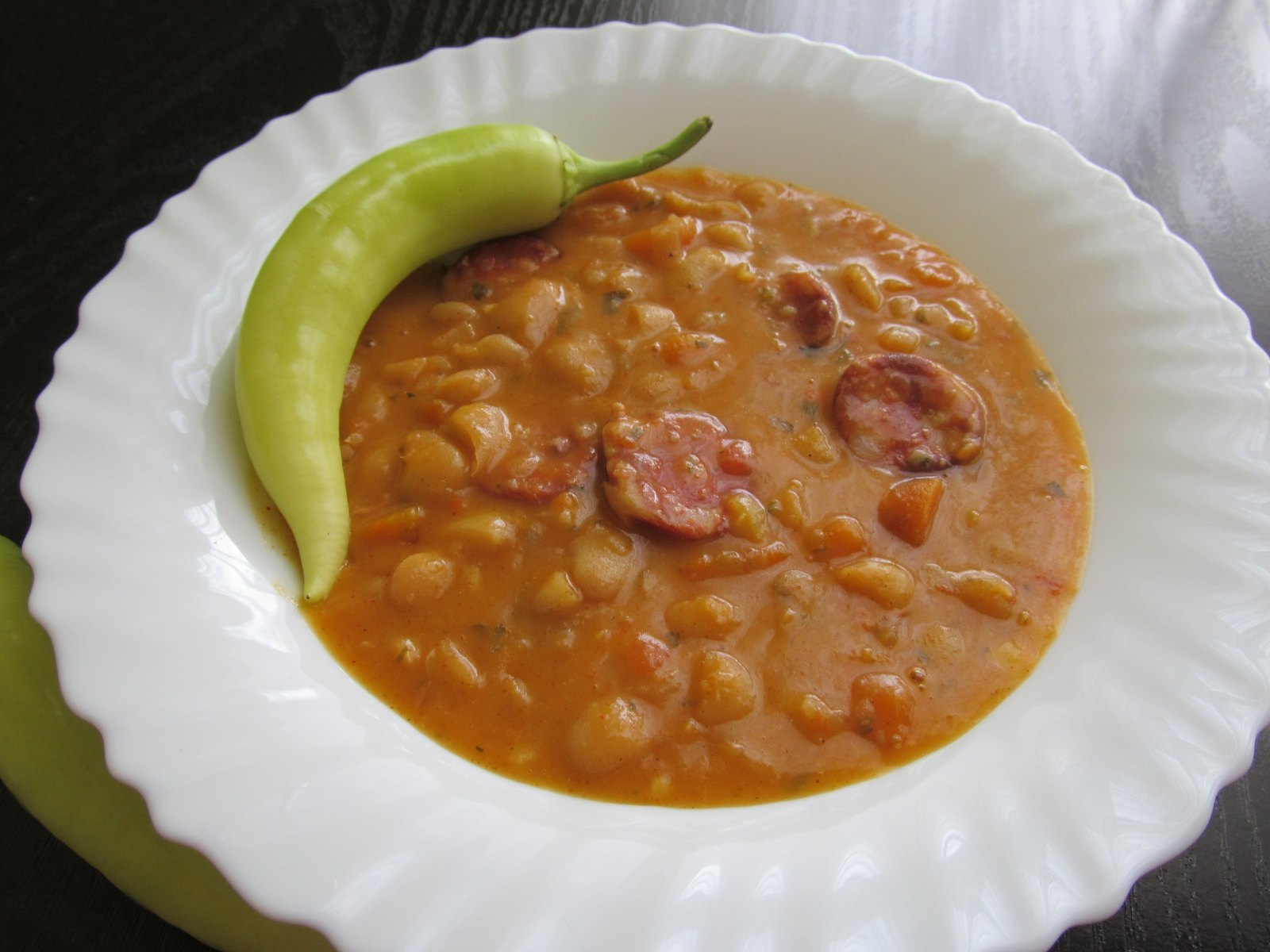
Pasulj (Bohnensuppe)

Die im deutschen Sprachraum als Serbische Bohnensuppe bekannte Speise wird im serbokroatischen Sprachraum gewöhnlich als Grah (Грах) oder Pasulj (serbisch-kyrillisch Пасуљ) bezeichnet. Sie ist ein traditionelles Gericht aus Gartenbohnen (gewöhnlich ohne Hülsen als „Weiße Bohnen“), Paprika, Zwiebeln, Wurzelgemüse, Knoblauch und Fleisch, in der Regel Rauchfleisch, Speck oder Wurst, und mit regionalen Gewürzen verfeinert. Der Konsistenz nach kann diese Speise sowohl bei den Suppen, als auch bei den Eintöpfen eingeordnet werden. Varianten der Speise sind auch in anderen Ländern Südosteuropas verbreitet, im albanischen Sprachraum z. B. als „Pasul“, aber auch außerhalb der Region, so auch in Deutschland.
Bezeichnungen der Suppe wie Pasulj, Pasul, (türkisch) Kuru Fasulye („Trocken(e) Bohnen“) beziehen sich auf den Hauptbestandteil der Suppe, die Bohne (lateinisch Phaseolus).